# Głębia Milwaukee

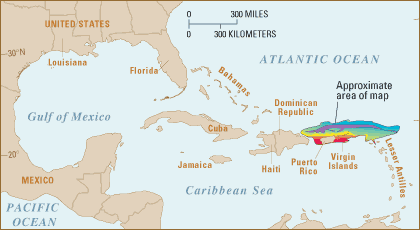
Oznaczenie położenia Głębi Milwaukee na mapie Ameryki Środkowej

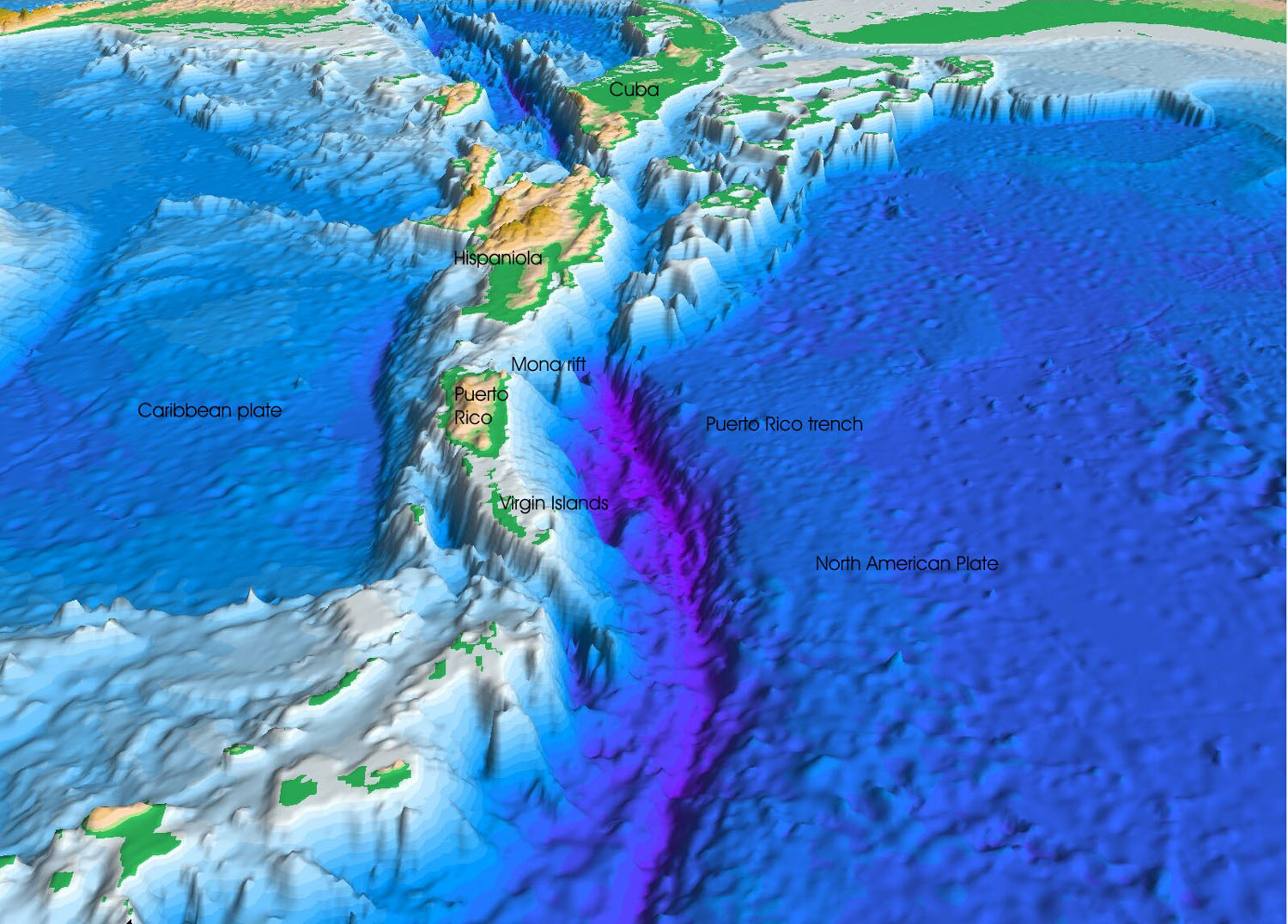
Na tym modelu Rów Portorykański i Głębia Milwaukee oznaczone są na fioletowo

Głębia Milwaukee – największa głębia Oceanu Atlantyckiego, stanowiąca najgłębszą część Rowu Portorykańskiego. Leży 123 km na północ od dawnej portorykańskiej osady Manatí. Sięga do 9219 m (według niepotwierdzonych danych 9560 m).
Nazwa została nadana na pamiątkę odkrycia głębi przez statek USS „Milwaukee” 14 lutego 1939 roku (ówczesny odczyt wyniósł 8740 m). W 1952 roku statek przyrodniczy „Theodore N. Gill” praktycznie potwierdził ten pomiar (różnica wyniosła 30 m głębokości i miejsce pomiaru było nieco przesunięte na północny zachód względem najgłębszego punktu).